# STS-76
La STS-76 è una missione spaziale del Programma Space Shuttle.

## Equipaggio
- Kevin P. Chilton (3) - Comandante
- Richard A. Searfoss (2) - Pilota
- Ronald M. Sega (2) - Specialista di missione
- Michael R. Clifford (3) - Specialista di missione
- Linda M. Godwin (3) - Specialista di missione
- Shannon Lucid (5) - Specialista di missione

Tra parentesi il numero di voli spaziali completati da ogni membro dell'equipaggio, inclusa questa missione.

## Parametri della missione
- Massa:
  - Navetta al lancio: 111.740 kg
  - Navetta al rientro: 95.396 kg
  - Carico utile: 6.753 kg
- Perigeo: 389 km
- Apogeo: 411 km
- Inclinazione orbitale: 51.6°
- Periodo: 1 ora, 32 minuti, 30 secondi

### Passeggiate spaziali
- Godwin e Clifford  - EVA 1
- Inizio EVA 1: marzo 27, 1996 - 06:34 UTC
- Fine EVA 1: marzo 27, - 12:36 UTC
- Durata: 6 ore, 02 minuti